# Herman Steiner

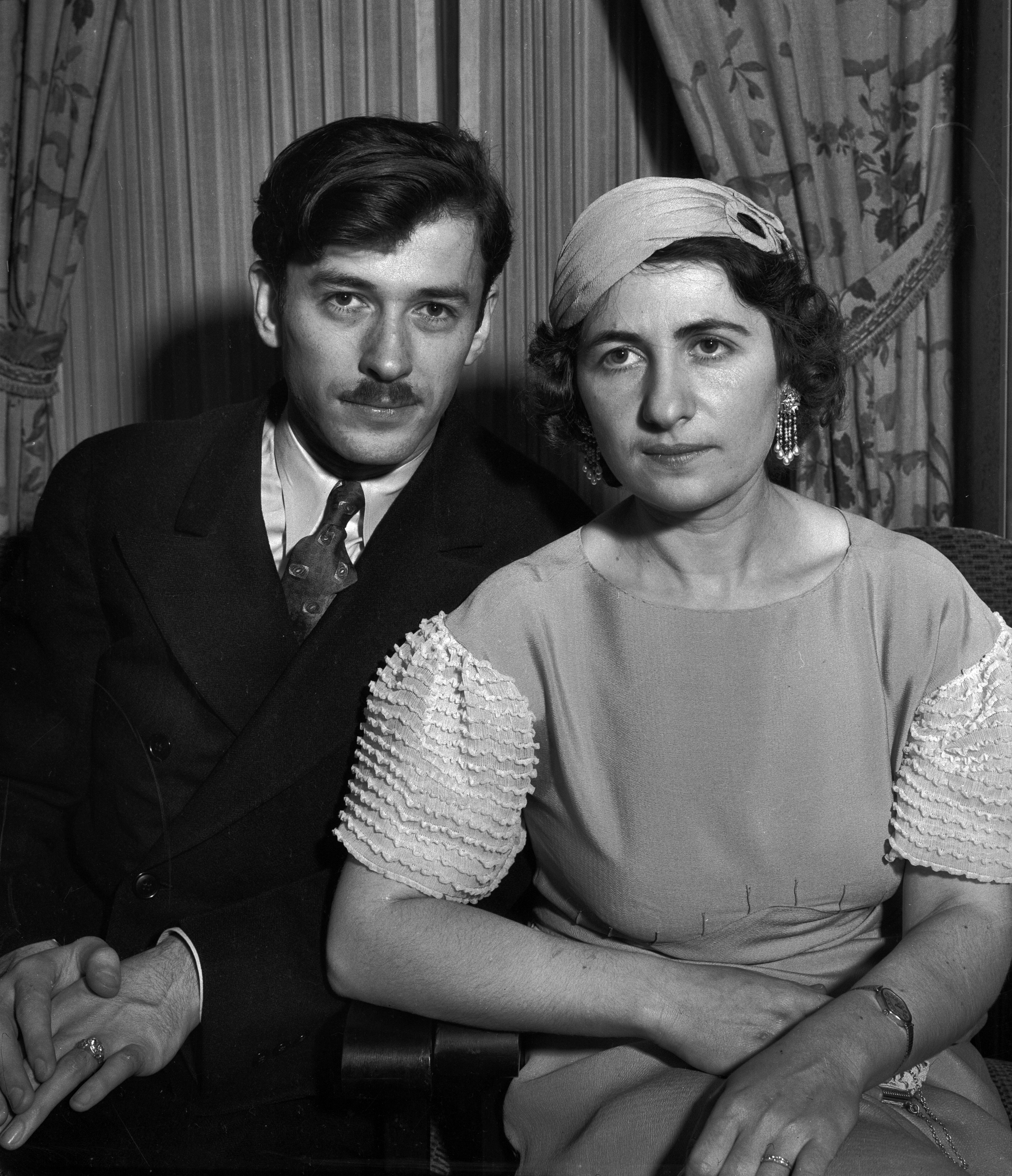
Herman Steiner mit seiner Ehefrau Selma in Los Angeles (1933)

Herman Steiner (* 15. April 1905 in Dunajská Streda; † 25. November 1955 in Los Angeles) war ein ungarisch-amerikanischer Schachspieler.

## Leben
Herman Steiner wanderte 1921 mit seinen Eltern in die USA aus, wo er in Schachklubs in New York allmählich seine Spielstärke entwickelte und die ersten Erfolge erzielte. Im Jahr 1928 nahm Steiner erstmals für das US-amerikanische Team an einer Schacholympiade teil, er spielte bei der Schacholympiade 1928 in Den Haag am zweiten Brett, wobei er auch auf seinen Vetter Endre Steiner traf, der für Ungarn im Einsatz war. Die Partie endete remis, Ungarn gewann am Ende die Gold-, Herman Steiner mit der US-amerikanischen Mannschaft die Silbermedaille. Steiner spielte bis zum Jahr 1950 noch bei insgesamt drei weiteren Olympiaden: 1930 in Hamburg, 1931 in Prag und zuletzt in Dubrovnik. 1931 gewann er auch zusammen mit Isaac Kashdan, Frank James Marshall, Arthur Dake und Israel Albert Horowitz die Goldmedaille vor Polen und der Tschechoslowakei. Er war Zweiter am Reservebrett.
Steiner verbuchte des Weiteren Turniersiege in mehreren Einzelwettbewerben, so gewann er 1929 zusammen mit Jacob Bernstein die Meisterschaften des Staates New York, international das Turnier von Hastings 1929 und im Jahr 1931 in Berlin vor dem Deutschen Fritz Sämisch und seinem Cousin Lajos Steiner.
Im Jahr 1932 zog Steiner an die Westküste, ließ sich in Los Angeles nieder und schrieb dort bis zu seinem Tod die Schachkolumne in der Los Angeles Times. In Los Angeles gründete er auch den Steiner Chess Club, später Hollywood Chess Group genannt, der auch von Filmstars wie Humphrey Bogart, Lauren Bacall, Charles Boyer und José Ferrer besucht wurde.
Herman Steiner gewann insgesamt dreimal die kalifornischen Meisterschaften und im Jahr 1948 die US-amerikanische Meisterschaft vor Isaac Kashdan, der in den 1930er Jahren zu den weltweit stärksten Spieler zählte. Auf europäischem Boden siegte Steiner zuletzt in London 1946, vor Savielly Tartakower und Ossip Bernstein. Im historischen Radiowettkampf USA – UdSSR 1945 konnte Herman Steiner als einziger im amerikanischen Team ein positives Ergebnis erzielen, er bezwang in zwei Partien Igor Bondarewski mit 1,5:0,5.
Im Jahr 1950 gehörte er zu den ersten Spielern, die den Titel eines Internationalen Meisters erhielten. Seine beste historische Elo-Zahl war 2580 im Januar 1946, damit lag er auf Platz 49 der Weltrangliste.
Er war der Cousin der beiden Steiner-Brüder Lajos und Endre.
Herman Steiner verstarb 1955 während des Turniers um die Meisterschaft von Kalifornien an einem Herzinfarkt.